# Jeff Schlupp
Jeffrey Schlupp (pronunciación en alemán: /ˈdʒɛ.fʀiː ˈʃlʊp/; Hamburgo, Alemania, 23 de diciembre de 1992) es un futbolista ghanoalemán. Juega como defensa en el Norwich City F. C. de la EFL Championship.
Nació en Hamburgo de padres ghaneses y emigró junto con su familia a Inglaterra a temprana edad.

## Selección nacional
En 2011, Schlupp fue convocado por la selección alemana sub-19, pero no jugó ningún partido. Decidió jugar con Ghana a nivel absoluto. Lleva 20 partidos jugados y anotó un gol.

## Clubes
| Club                       | País       | Año       |
| -------------------------- | ---------- | --------- |
| Leicester City F. C.       | Inglaterra | 2010-2017 |
| → Brentford F. C. (cedido) | Inglaterra | 2011      |
| Crystal Palace F. C.       | Inglaterra | 2017-2025 |
| → Celtic F. C. (cedido)    | Escocia    | 2025      |
| Norwich City F. C.         | Inglaterra | 2025-     |

## Palmarés

### Campeonatos nacionales
| Título                       | Club                 | País       | Año  |
| ---------------------------- | -------------------- | ---------- | ---- |
| Football League Championship | Leicester City F. C. | Inglaterra | 2014 |
| Premier League               | Leicester City F. C. | Inglaterra | 2016 |
| Scottish Premiership         | Celtic F. C.         | Escocia    | 2025 |

### Distinciones individuales
| Distinción                                                         | Año  |
| ------------------------------------------------------------------ | ---- |
| Elegido mejor jugador del año del Leicester City Academy           | 2011 |
| Elegido mejor jugador joven del año del Leicester City             | 2015 |
| Elegido mejor jugador del año del Leicester City por los jugadores | 2015 |
| Elegido mejor jugador joven del año del Leicester City             | 2016 |